# Phanaeus amithaon
Phanaeus amithaon är en skalbaggsart som beskrevs av Edgar von Harold 1875. Phanaeus amithaon ingår i släktet Phanaeus och familjen bladhorningar. Inga underarter finns listade i Catalogue of Life.